# Carrichtera
Carrichtera és un gènere amb una sola espècie de plantes amb flors de la família brassicàcia. L'espècie és autòctona als Països Catalans i rep el nom de pitanet (Carrichtera annua sinònim Vella annua L) 

## Descripció
Herba anual erecta ramificada i híspida de 5 a 40 cm d'alçada. Fulles peciolades, pètals groguencs amb venes violàcies, floreix de febrer a abril. Fruits pènduls de 6-8 x 2-4 mm dividits transversalment en dos segments l'inferior el·lipsoidal i el superior ovat.

## Hàbitat
Poblaments de plantes anuals de llocs molt secs i assolellats on de vegades domina en contrades mediterrànies marítimes de clima poc plujós entre el nivell del mar i els 600 m d'altitud. No apareix a l'illa de Cabrera.